# James Wilson (Ökonom)

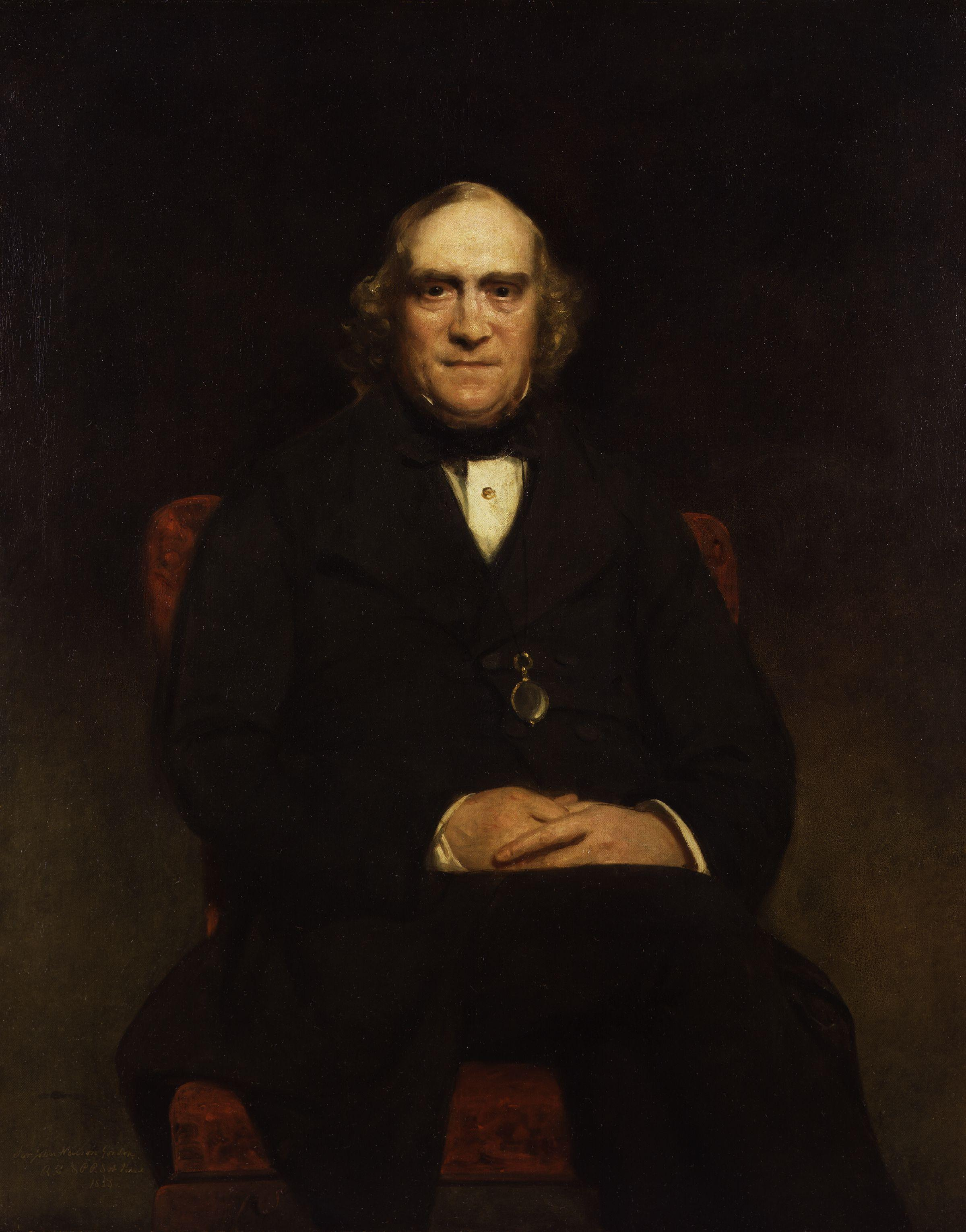
Porträt von James Wilson

James Wilson (* 3. Juni 1805 in Hawick; † 11. August 1860 in Kalkutta) war ein britischer Unternehmer, Ökonom und Politiker, der die Wochenzeitschrift The Economist und die Chartered Bank of India, Australia and China gründete. Letztere fusionierte 1969 mit der Standard Bank und wurde so zur heutigen Standard Chartered.

## Leben
Wilson wurde in den Scottish Borders geboren. Sein wohlhabender Vater William Wilson besaß eine Textilfabrik und seine Vorfahren waren einheimische Schafzüchter. Er war das vierte von 15 Kindern, von denen 10 das Erwachsenenalter erreichten. Seine Familie gehörte der Religionsgemeinschaft der Quäker an. Nachdem er beinahe Jurist geworden wäre und zuvor eine Laufbahn als Lehrer abgelehnt hatte, studierte Wilson schließlich Ökonomie. Wilson zog im Alter von 19 Jahren zusammen mit seinem älteren Bruder William nach London. Die Brüder gründeten eine Fabrik mit dem Namen Wilson, Irwin & Wilson. Nach einer Wirtschaftskrise verkaufte er 1839 den größten Teil seines Eigentums und vermied so den Bankrott.
Er schrieb für verschiedene Zeitungen, unter anderem den Manchester Guardian, und veröffentlichte Schriften mit wirtschaftspolitischen Inhalten. In diesen sprach er sich für die Abschaffung der Corn Laws aus, mit der durch hohe Einfuhrzölle und Einfuhrverbote auf Getreide die einheimische Landwirtschaft protegiert wurde. 1843 gründete er die Wirtschaftszeitschrift The Economist und war 16 Jahre lang ihr Chefredakteur. Das Ziel dieser Gründung war es, für den Freihandel und die Abschaffung der Corn Laws zu werben und der Öffentlichkeit liberale wirtschaftliche Positionen zu vermitteln. Der Economist erscheint noch heute mit einer weltweiten wöchentlichen Auflage von über 1,5 Millionen Exemplaren.
Wilson wurde 1847 als Mitglied der Whigs für den Wahlkreis Westbury in das House of Commons gewählt, dem er bis 1859 angehörte; ab 1857 vertrat er dort den Wahlkreis Devonport. Aufgrund seiner ökonomischen Kompetenzen ernannte ihn Premierminister Lord John Russell 1848 zum Sekretär des Kontrollrates (der die Angelegenheiten Indiens leitete), ein Amt, das er bis zum Regierungswechsel 1852 innehatte. Anschließend war er Finanzsekretär des Finanzministeriums zwischen 1853 und 1858. Zwischen Juni und August 1859 war er kurzzeitig Generalzahlmeister und Vizepräsident der Handelskammer und wurde im selben Jahr in den Privy Council berufen.
Im August 1859 legte Wilson diese Ämter und seinen Sitz im Parlament nieder, um als Finanzexperte (Schatzkanzler) im Council of India zu amtieren, die die Kolonialpolitik in Indien kontrollierte. Im Auftrag von Königin Victoria und als Gegner der «Quantitätstheorie des Geldes» ging er nach Indien, um eine neue Steuerstruktur und eine neue Papierwährung zu etablieren und das indische Finanzsystem nach dem Aufstand von 1857 umzugestalten. Er starb 1860 nach nur einem Jahr in diesem Amt im Alter von 55 Jahren an der Ruhr in Kalkutta, nachdem er ein Jahr zuvor die Chartered Bank of India, Australien und China ins Leben gerufen hatte.

## Familie
Wilson heiratete im Januar 1832 Elizabeth Preston aus Newcastle upon Tyne. Sie hatten sechs Töchter, von denen Eliza, die älteste, Walter Bagehot heiratete.